# اوشلین
اوشلین (به چکی: Ošelín) یک منطقهٔ مسکونی در جمهوری چک است که در ناحیه تاخوو واقع شده‌است. اوشلین ۱۴٫۴ کیلومتر مربع مساحت و ۱۵۸ نفر جمعیت دارد و ۴۷۸ متر بالاتر از سطح دریا واقع شده‌است.